# 이동영 (리포터)
이동영은 대한민국의 기상캐스터 겸 리포터이다. 

## 경력
- KBS대구방송총국 리포터 겸 기상캐스터

## 방송 출연
- 2017년 KBS대구방송총국  《라이브 오늘》